# Récif London Ouest
Le récif London Ouest (en anglais West London Reef, en vietnamien Đá Tây, en tagalog Bahura ng Kanlurang Quezon, en mandarin Xī Jiāo (en sinogrammes 西礁)), est un atoll dans la partie occidentale des récifs London des îles Spratleys en mer de Chine méridionale,.

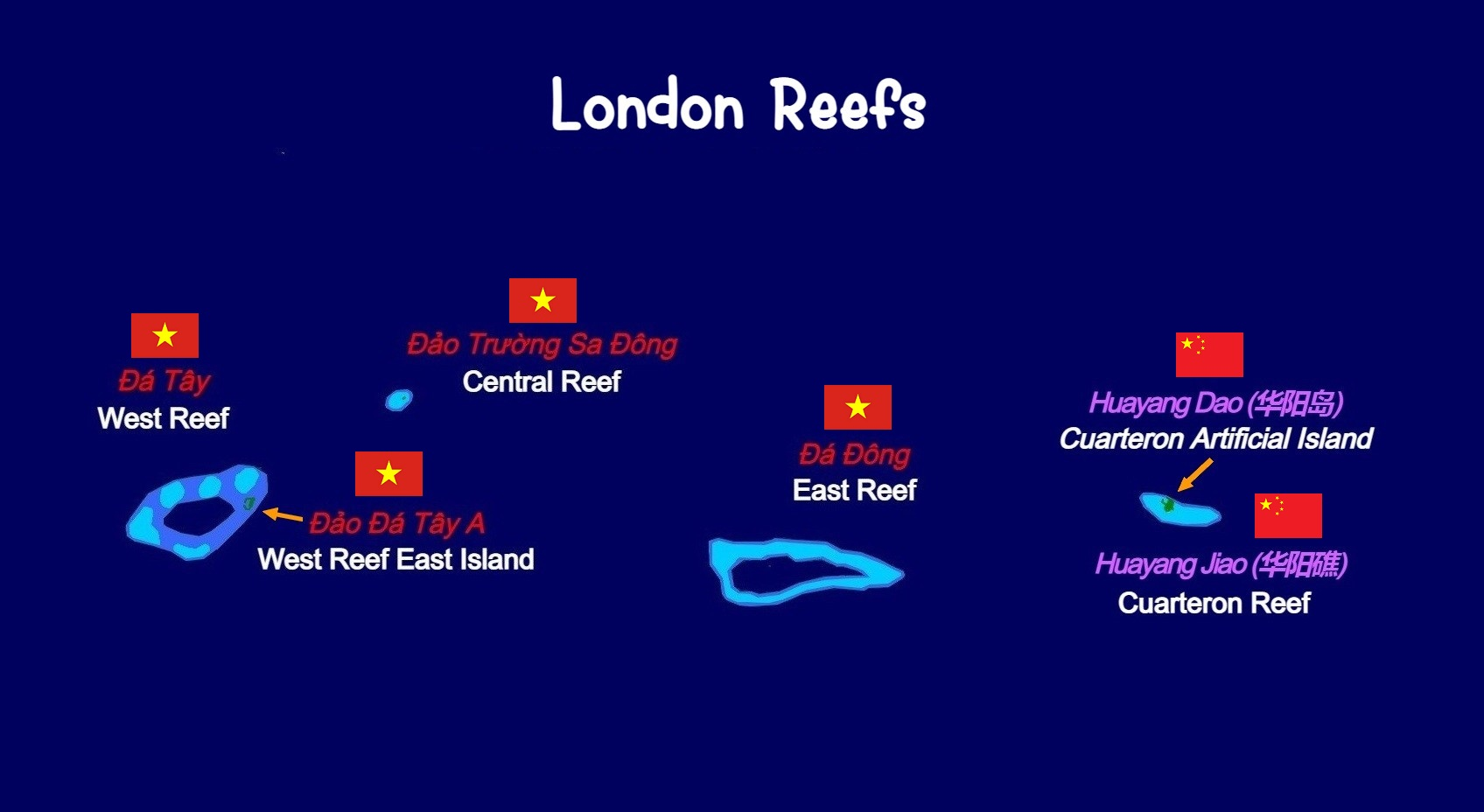
Vue satellite des récifs London.

| \| Đá Tây · (Récif London Ouest) Đảo Trường Sa Đông · (Récif London Central) Đá Đông · (Récif London Est) Huayang Jiao · (Récif de Cuarteron) \| |
| Le récif London Ouest dans les récifs London. |
| Đá Tây · (Récif London Ouest) Đảo Trường Sa Đông · (Récif London Central) Đá Đông · (Récif London Est) Huayang Jiao · (Récif de Cuarteron)       |

## Caractéristiques
Le récif a une forme de losange située sur l'axe du nord-est au sud-ouest, long d'environ 9 km et large de 5,5 km maximum.
L'atoll corallien de 43,96 km2 est composé de neuf platiers récifaux de taille inégale sur 5,95 km2 au total, une pente récifale de 12,08 km2 et un lagon de 25,92 km2.
Des criques divisent le bord corallien de cet atoll en quatre sections distinctes. Un banc de sable émerge d'une hauteur maximale de 0,7 mètre sur le récif oriental.
La Marine populaire vietnamienne est stationnée en 3 points sur Đá Tây, nommés îles Đá Tây (A, B, C), avec des coordonnées géographiques (entre parenthèses sont les coordonnées inscrites sur la stèle de souveraineté) :
- Île Đá Tây A : 8° 52′ 01″ N, 112° 15′ 23″ E, [en mandarin Xījiāo Dōngdǎo, sinogrammes 西礁东岛[6]], connue en anglais sous le nom de West Reef East Island, est une île située du côté est du récif London Ouest, avec une importante zone de terre émergée située du côté opposé de l'île au nord-ouest de l'atoll rocheux de l'Ouest. L'île a la forme d'un triangle isocèle avec une base alignée nord-est-sud-ouest mesurant 750 mètres et le sommet distant de 350 mètres ; la superficie est de 13 hectares. Aux trois coins, il y a des récifs qui se découvrent ; ils ont des largeurs allant jusqu'à 200 mètres. Cette île basse s'élève à 2,4 mètres au-dessus des hautes eaux et se trouve à l'extrémité sud-est d'un banc de corail d'une superficie de 1,8 km2 jusqu'à l'isobathe de 18 mètres[2]. Selon le Center for Strategic and International Studies (CSIS, États-Unis), le Viêt Nam a réhabilité 28,5 hectares, y compris des terres récupérées et des fondations de corail draguées pour les jetées des navires. Selon les images satellite LandLook (USGS, États-Unis), la superficie actuelle des terres émergées de cette île est d'environ 11 hectares (0,11 km2)[7].
- Îlots Đá Tây B : 8° 50′ 43″ N, 112° 11′ 45″ E, [en mandarin Xījiāo Xīdǎo, sinogrammes 西礁西岛[6]], connue en anglais sous le nom de West Reef West Island, situés au sud-ouest de la barrière de corail, comprenant 2 maisons longues et une maison culturelle polyvalente (achevée en janvier 2013) reliées par un pont en béton, juste à côté du phare de Đá Tây.
- Îlots Đá Tây C : 8° 52′ 32″ N, 112° 13′ 49″ E, [en mandarin Lóngbí Zhōngjiāo, sinogrammes 龙鼻中礁[6]], au nord de l'atoll, constitués d'une maison longue avec une maison multiculturelle.

|  |  |  |

## Infrastructures

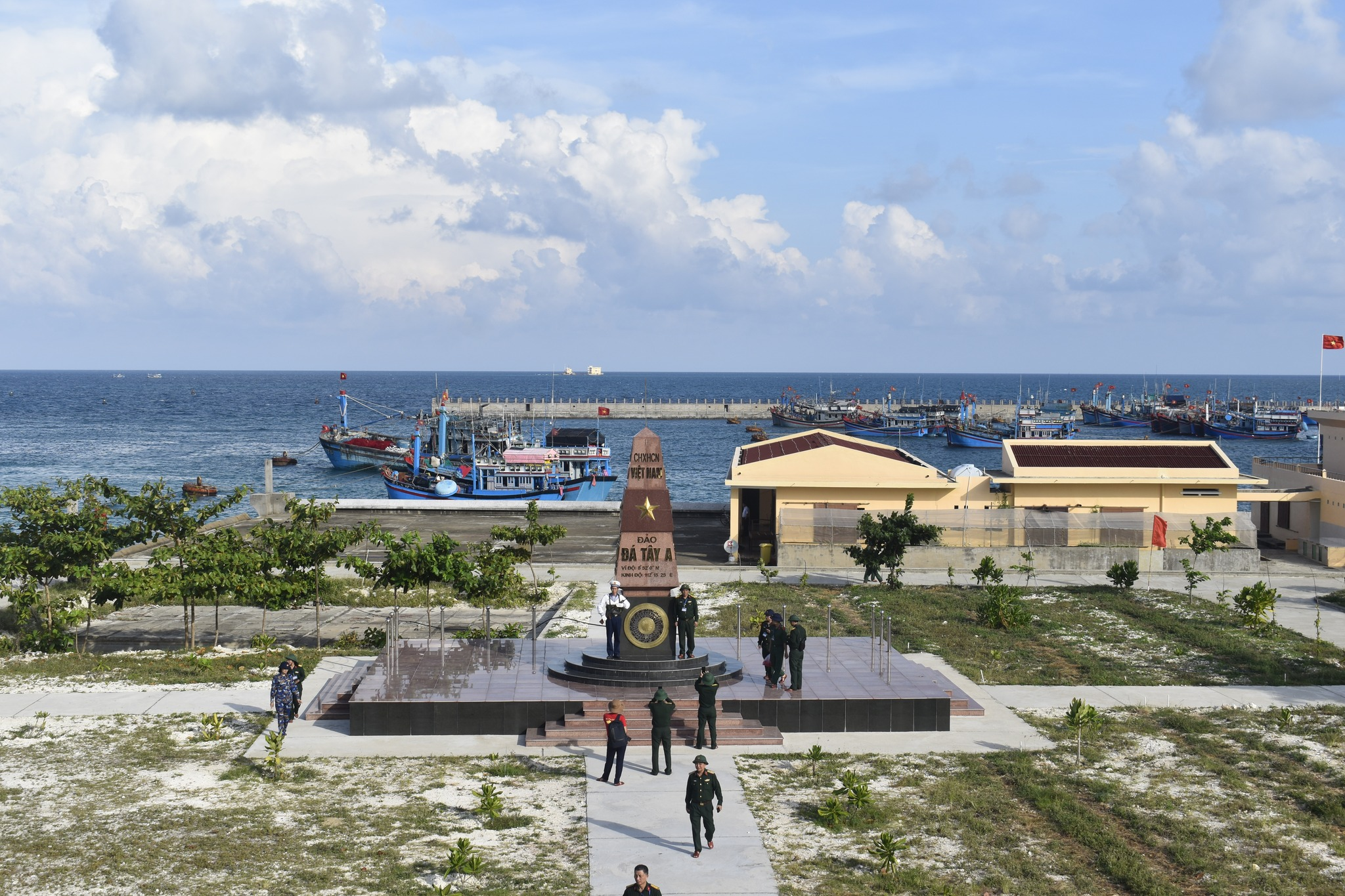
Le monument de souveraineté de l'île Est du récif Ouest (île Đá Tây A) pris d'en haut. Les îlots Đá Tây C sont visibles à l'horizon.

En plus des fortifications navales, il existe également un phare construit en 1994 situé près des îlots Đá Tây B (les coordonnées géographiques enregistrées au phare sont 8° 50′ 41″ N, 112° 11′ 42″ E).
L'île Đá Tây A est un récif autrefois submergé qui a été remblayé et transformé en île émergée, la partie émergé actuelle est entièrement constituée de carcasses de corail extraites de l'excavation pour construite le port fermé, caractérisée par du sable corallien salin. Les légumes verts de l'île sont cultivés dans des serres. Il y a un réservoir souterrain juste sous le sol de la maison à membrane pour collecter toute l'eau de pluie sur les toits et les routes en béton afin de la stocker pour l'irrigation des légumes et du bétail. Les arbres de l'île sont principalement cultivés en Badamier de l'Inde et Casuarina.
L'île Đá Tây A possède un port fermé d'environ 16,5 hectares pouvant accueillir environ 200 bateaux de pêche pour éviter les tempêtes en toute sécurité. En outre, il existe également une zone de services logistiques de pêche et un complexe aquacole pilote (appartenant à la société à responsabilité limitée à un membre du Service des pêches de la mer de l'Est, ministère de l'Agriculture et du Développement rural). et un supermarché qui propose une gamme complète d'articles essentiels aux pêcheurs, de la nourriture aux produits de première nécessité. De plus, l'île dispose également de 2 abris anti-tempête d'une capacité de 2 000 personnes.
Sur l'île Đá Tây A se trouve la « Maison de la grande unité des groupes ethniques vietnamiens » construite en 2019. En juin 2022, la pagode de Đá Tây A a été inaugurée sur l'île par la Sangha bouddhiste du Viêt Nam.

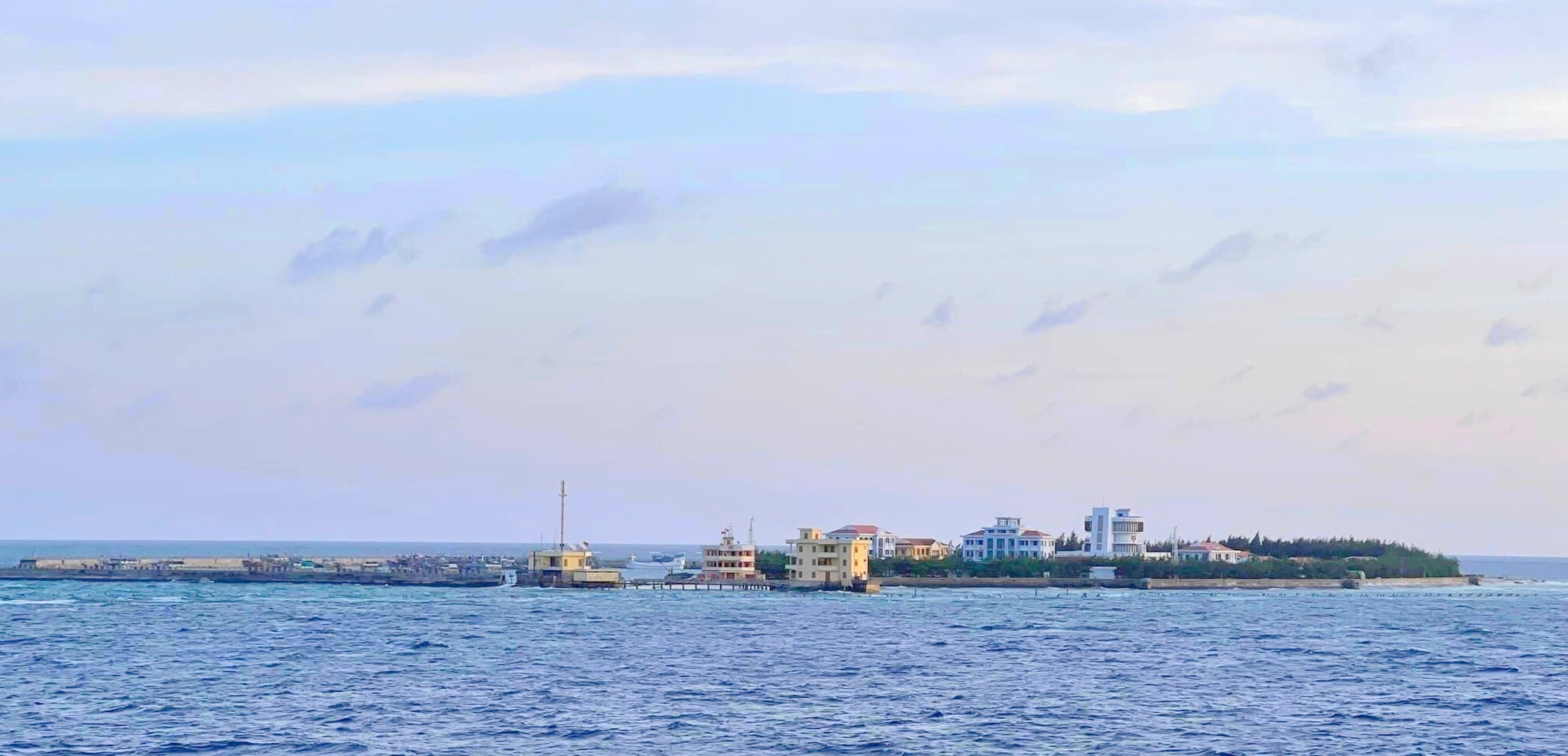
Île Est du récif Ouest (île Đá Tây A), vue du sud-est.

## Histoire

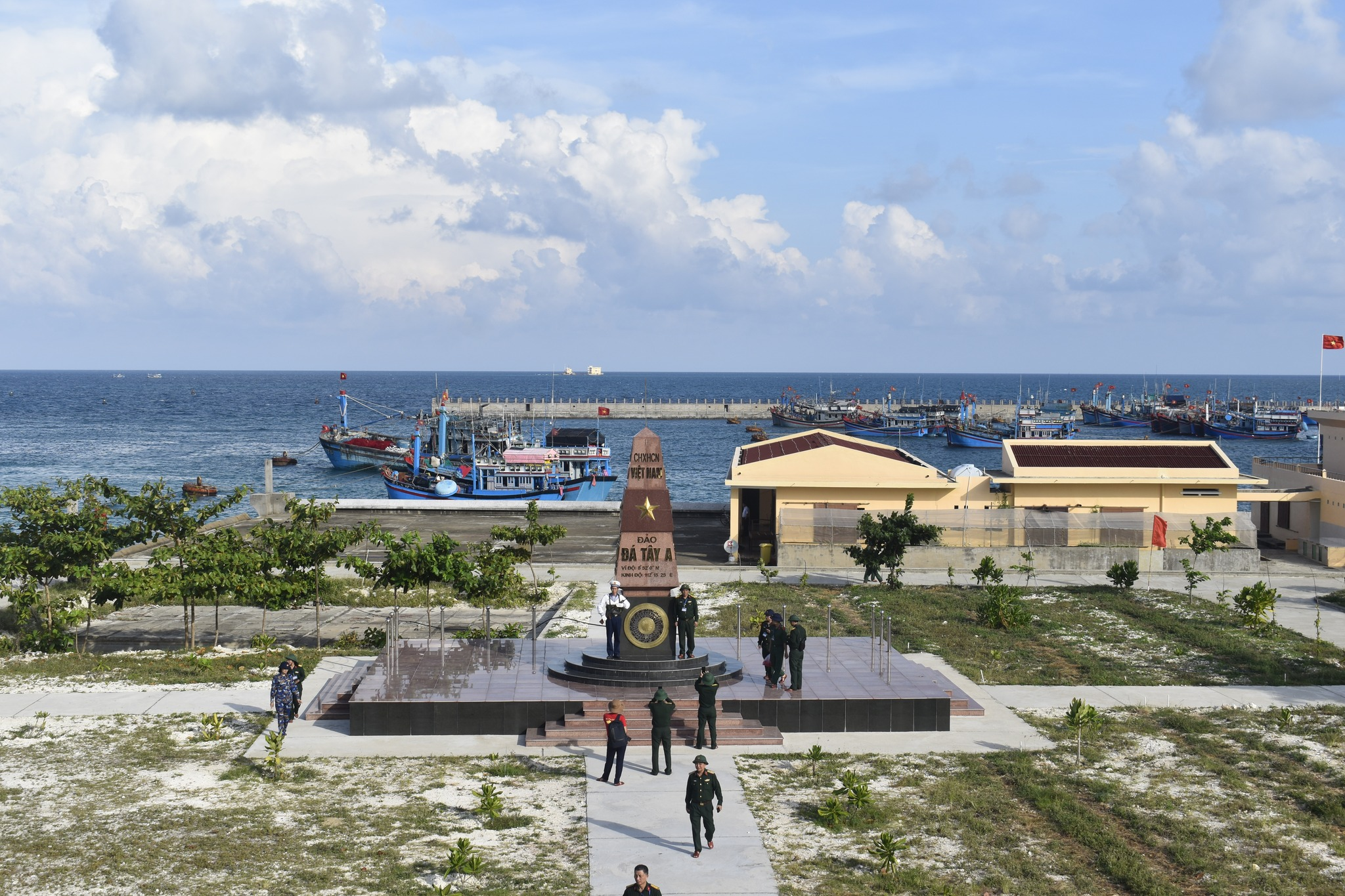
Le monument de souveraineté de l'île Est du récif Ouest (île Đá Tây A) pris d'en haut. Les îlots Đá Tây C sont visibles à l'horizon.

Depuis la fin de 1987, les conflits dans la région des îles Spratleys sont devenus tendus et la république populaire de Chine a envoyé de nombreux navires de guerre pour opérer dans la zone de l'archipel, avec l'intention d'occuper certains récifs coralliens. La Marine populaire vietnamienne a lancé la campagne CQ-88, organisé des forces et des véhicules pour conserver un certain nombre d'îles et de récifs dans les Spratleys.
Le 2 décembre 1987, le navire HQ-604 de la 125e Brigade a amené les marines et les ingénieurs ainsi que des matériaux pour construire une maison de niveau 3 sur le récif London Ouest (îlots Đá Tây B).
Fin novembre 1987, les quartiers d'habitation et les postes de garde étaient achevés. L'unité tenant le récif London Ouest a immédiatement organisé la garde et la protection de l'île.

## Revendication de souveraineté
Le Viêt Nam a pris possession du récif London Ouest en 1987.
Il le contrôle dans le cadre de la thị trấn de Trường Sa (vi), district de Trường Sa, province de Khánh Hòa.
Comme pour toutes les îles Spratleys, la propriété de l'atoll est contestée. Le récif est revendiqué par la république populaire de Chine, les Philippines et la république de Chine (Taïwan).